# Payera decaryi
Payera decaryi är en måreväxtart som först beskrevs av Anne-Marie Homolle, och fick sitt nu gällande namn av P. Buchner och Christian Puff. Payera decaryi ingår i släktet Payera och familjen måreväxter.
Artens utbredningsområde är Madagaskar. Inga underarter finns listade i Catalogue of Life.